# Борборузо (Козенца)
Борборузо је насеље у Италији у округу Козенца, региону Калабрија.
Према процени из 2011. у насељу је живело 311 становника. Насеље се налази на надморској висини од 896 м.